# Asking Alexandria
Asking Alexandria és una formació britànica de screamo/metalcore integrada per Ben Bruce, Cameron Liddell, Sam Bettley, James Cassells i Danny Worsnop (qui es va unir un altre cop després de la sortida de Denis shaforostov). El seu origen es troba en Dubai, Emirats Àrabs Units, quan en 2003 Ben Bruce creà una formació anomenada Amongst Us, després rebatejada com End of Reason i finalment en 2006, com Asking Alexandria. Quan Bruce va tornar a Nottingham, Anglaterra, la formació es va dissoldre, i en 2008 ell va formar una nova agrupació amb el mateix nom.
El 15 de setembre de 2009 va ser publicat Stand Up And Scream per Sumerian, l'únic senzill va ser "Final Episode (Let's Change the Channel)". L'àlbum ha aconseguit el lloc número 170 en Billboard 200, número 29 en Top d'àlbums Independents, i el número 5 en Top Heatseekers. El 15 de desembre del 2009 va ser publicat a Youtube el primer vídeo de la formació anomenat "The Final Episode" dirigit per Robby Starbuck qui també a l'any següent va dirigir el segon vídeo de la formació anomenat "A Prophecy".
L'any 2011 la formació va gravar i va publicar el 5 d'abril Reckless and Relentless venent 31.000 còpies en la primera setmana debutant en el lloc número 9 en Billboard 200, i en el UK Albums Chart en el lloc número 98 i en el lloc número 2 dels Hard Rock Albums. El primer senzill de l'àlbum va ser "Morte et Dabo" que va ser publicat el 15 de febrer i el segon senzill va ser "Breathless" que també va ser publicat al febrer del mateix any.
Quan Reckless and Relentless va tenir un gran èxit comercial, impulsant-los directament a la fama aconseguint aconseguir premis, nominacions i diverses aparicions en diverses revistes en l'ambient del hard rock i el heavy metal.

## Inicis: The Irony of Your Perfection (2003-2008)
Asking Alexandria té els seus orígens en Dubai l'any 2003, on el guitarrista Ben Bruce va formar una formació anomenada Amongst Us. A mesura que la formació va començar a madurar, alguns membres no van trigar a deixar Dubai i els canvis van començar a produir-se. Bruce va declarar en una entrevista amb Gulf News que era ridículament difícil mantenir a la formació perquè la gent anava i vènia de Dubái. Amb els nous membres el seu nom va canviar a End of Reason.
Després de canviar el seu nom la formació publicà un EP anomenat Tomorrow.Hope.Goodbye. La formació va començar a tenir èxit underground, així com un cert èxit internacional, donant lloc a contractes discogràfics amb Sonicwave International als Estats Units i Hangman Records en el Regne Unit. També contribuí a l'obertura d'espais per a formacions com Boy Sets Fire, Pennywise, Jimmy Eat World, entre d'altres.
Encara que a poc a poc augmentant en popularitat i reconeixement, la formació va decidir en 2007 crear novament un canvi del seu nom, aquesta vegada passarien a ser Asking Alexandria. Aquesta decisió va ser presa, ja que altres bandes tenien noms similars.
El 25 de juny de 2007, Asking Alexandria va donar a conèixer un àlbum de llarga durada titulat The Irony of Your Perfection, a través de Hangman Records. Arran de la seva publicació, girar per Alemanya, Holanda, França i Suècia.
En 2008, Bruce es va traslladar a Anglaterra, deixant enrere a la seva antiga formació i els seus membres. No obstant això, Bruce no tenia plans de posar en la seva carrera musical en espera i no gaire després de la mudança va començar amb nous membres, va prendre la decisió de portar el nom Asking Alexandria, ja que Bruce ha declarat en MySpace que ell va ser l'inventor del nom, per la qual cosa va decidir continuar amb ell en el nou projecte.
També va declarar que aquest Asking Alexandria no és el mateix que va gravar The Irony of Your Perfection, per tant, són dues bandes diferents, malgrat els seus vincles. La mateixa declaració s'ha fet en les entrevistes i se sap que encara hi ha una confusió en molts admiradors.
En aquesta època, Asking Alexandria va sofrir un parell de canvis d'integrants, inclòs passar de ser sis membres a un quintet, amb la sortida de Ryan Binns. Un altre ajust va ser el del baixista Sam Bettley, qui va reemplaçar a Joe Lancaster el gener de 2009. Lancaster va tocar el seu últim concert en fibres a la seva ciutat natal York el 4 de gener. La formació va marxar als Estats Units l'endemà del concert per promocionar la seva música a través d'espectacles, així com a preparar-se per a l'enregistrament del seu àlbum debut.

## Stand Up and Scream (2009-2010)
Després de passar 2008 i els primers mesos de 2009 les gires, la formació va gravar el seu àlbum d'estudi de debut entre el 19 de maig i 16 de juny de 2009 en els estudis d'enregistrament de la Fundació a Connersville, Indiana, Estats Units amb el productor Joey Sturgis va anunciar el seu fitxatge amb Sumerian Records poc després d'acabar l'enregistrament i van publicar el seu àlbum debut, Stand Up And Scream, el 15 de setembre 2009 a través del seu nou segell. La formació va passar 2009 centrant-se a obtenir èxit als Estats Units, de gira amb bandes ben conegudes tals com Alesana, Enter Shikari, The Bled i Evergreen Terrace, entre d'altres.

## Reckless and Relentless (2010-2011)
El 22 de desembre de 2009, Asking Alexandria van anunciar que anaven a començar les obres en un segon àlbum al gener. Es va informar que anaven a ser de streaming parts del procés de l'escriptura a través d'un agregador Webcam a través del servei Stickam. També es va anunciar que va ingressar en l'estudi l'1 de setembre, de nou amb el productor Joey Sturgis. Després més tard van anunciar que tornaven a entrar en l'estudi 22 de juny 2010 en el seu Twitter oficial. La formació ha confirmat posteriorment a través d'una entrevista amb Notícies Shred que l'àlbum sortirà a la venda a principis de 2011 i està previst que contenen.
En la mateixa entrevista, la formació va informar que el títol no s'ha establert encara. En una entrevista posterior que va declarar que l'àlbum probablement serà capaç de pre ordre el novembre de 2010, i disponible a principis de 2011. Una cançó, "Breathless" ha estat tocada en viu ja i es pot trobar en YouTube. Danny també ha publicat lletres del nou àlbum en el seu compte de Twitter, encara que no va precisar quines cançons eren.
Al març, Asking Alexandria es dirigeixen cap a fora en la seva primera gira del nou any, una vegada més fent el seu camí a través d'Amèrica del Nord, aquesta vegada amb Attack Attack!, Breathe Carolina, companys de segell I See Stars, i el suport de la formació de Metalcore, Bury Tomorrow. El recorregut porta fins a abril, posant fi a deu dies abans de sortir per al seu debut a Europa una gira amb Dance Gavin Dance i In Fear and Faith, que inclou una aparició l'any Groezrock festival. No obstant això, estan programats per suspendre la gira europea de dos dies abans de l'originalment acaba de fer la seva aparició en The Bamboozle festival en Nova Jersey.
Asking Alexandria ha anunciat la seva primera gira com a cap de cartell, el 2 de març de 2010, que tindrà lloc a Amèrica del Nord de maig a principis de juny. We Came as Romans, From First to Last, Our Last Night i A Bullet for Pretty Boy es van anunciar com a bandes de suport per la gira. Bruce també ha confirmat a través d'una entrevista amb Inside Heavy que la formació estarà fent una aparició en el moviment de cames i gira Burn festival d'estiu com un acte de suport principal, encara que no van revelar detalls sobre quines altres bandes que participaran. Més tard es va revelar que Asking Alexandria seria co-titular del Thrash and Burn turística 2010 al costat de Born of Osiris.
Asking Alexandria des de llavors ha engegat el Thrash and Burn Tour de realitzar una nova cançó titulada "Breathless", que apareix en el seu àlbum d'estudi després propera segona Reckless and Relentless. La formació també va gravar una versió de Right Now (Na Na Na) per Akon en l'àlbum Punk Goes Pop 3 el qual va ser publicat el novembre de 2010 per Fearless Records.
Durant una mostra en Les Creus, Nou Mèxic, que va tenir lloc a principis d'octubre, Asking Alexandria se li va preguntar sobre la publicació del seu proper àlbum i futurs videos musicals. Bruce va respondre amb gran detall sobre els seus plans. Reckless And Relentless estarà disponible per pre-ordre al desembre i es donarà a conèixer al febrer. També va declarar que al novembre de 2010 es publicarà una reedició de Stand Up and Scream, l'àlbum reedició es diu que conté més d'un "Dubstep se senten" als continguts. Bruce també va esmentar que contindrà un bonus DVD que comptarà amb un vídeo musical en viu de ""If You Can't Ride Two Horses at Once... Then You Should Get Out of the Circus."". També estan preparant un vídeo musical de "A Prophecy" que s'inclourà en el DVD bonus si és acabat a temps.
El 23 de novembre de 2010, Asking Alexandria afegeix un nou EP titulat Life Gone Wild para pre-ordre, que s'estrenarà el 21 de desembre de 2010.
El EP conté la nova cançó "Breathless", remixes dubstep de "A Single Moment Of Sincerity" i "Not The American Average", dues de Skid Row covers de "18 and Life "i" Youth Gone Wild ", i una versió demo inèdita de "I Was Once, Possibly, Maybe, Perhaps a Cowboy King".
S'ha anunciat que l'àlbum reedició de Stand Up And Scream, que originalment anava a ser publicat el 16 de novembre 21 de desembre després llavors de 22 de març ha estat ajornat fins a algun moment de l'estiu de 2011 i es va titular ser Stepped Up and Scratched. Serà completament remezclada electro / Dubstep versió del seu àlbum debut incloent totes les cançons, obres d'art noves i nous envasos. S'ha anunciat en la majoria dels espectacles de gira per Regne Unit al desembre que el suport als programes del Regne Unit abril vindrà de Of Mice & Men I Chelsea Grin.
El 5 d'abril de 2011, Reckless and Relentless va ser publicat com estava previst. L'11 d'abril de 2011, la formació debutà en la televisió nacional, en l'acompliment de les cançons "Someone, Somewhere", i "Closure" en "Jimmy Kimmel Live!".
El 5 de juliol de 2011, la formació va publicar el vídeo musical de "Closure", el tercer senzill de Reckless and Relentless, dirigida per Thunder Down Country. El 15 de juliol de 2011, la formació va publicar un vídeo musical per al segon single "To the Stage", dirigida per Frankie Nasso. El 4 de setembre de 2011, el vocalista Danny Worsnop ha anunciat en un vídeo en el seu personal YouTube canal que va a gravar un disc en solitari en un futur proper, amb l'àlbum de ser més d'un rock i heavy metal. Va deixar anar una vista prèvia d'una cançó en solitari, va gravar, titulat "Photograph". Asking Alexandria va publicar el vídeo musical de Not The American Average a través de Facebook en 10/17/11, que era una cançó en el seu àlbum debut Stand Up And Scream. El 17 de novembre de 2011, la formació va ser seleccionada com a únic suport directe a Guns N' Roses al Izod Center.
La formació també ha anunciat en la seva Facebook el 22 de desembre de 2011 que estan gravant un vídeo pre cola de la seva cançó "To The Stage" el vídeo musical serà per la seva cançó "Reckless & Relentless". També van anunciar la seqüela del vídeo serà per a la cançó "Dear Insanity". Tots dos estan actualment en postproducció.
La trilogia es diu "Through Sense And Self-Destruction" va sortir a la venda en iTunes el 15 de maig del 2012.

## From Death to Destiny (2012-2014)
Asking Alexandria està escrivint material per a un tercer àlbum, el qual està programat per ser publicat al setembre de 2012. Regirar Magazine ha inclòs l'àlbum en la seva llista dels àlbums més esperats del 2012. En comentar sobre el so de l'àlbum, Worsnop ha dit que és "un bebè musical de Mötley Crüe i Slipknot".
En una entrevista que se li va realitzar a Danny Worsnop abans d'un concert en Rockstar Energy Drink Mayhem Festival, va parlar sobre el nou single de la formació anomenat Run Free les seves paraules van ser:
"Té una sensació estimulant, i que diu en essència no és el que et diuen ser. Segueix el teu propi camí. Sigues la teva pròpia persona. No es va realitzar per tot el món. Em sento com que he fet en l'àlbum d'una manera que reflecteix els meus sentiments i el que estava passant al moment d'escriure-ho. Aquest àlbum és molt més positiu perquè estic en un lloc millor. Sóc més fort com a persona, i jo sigues el que vols de la vida pel que el disc reflecteix això".
S'espera que el seu nou àlbum aquest llest per a la primera meitat del 2013. També per a la revista Billboard va comentar que almenys 6 cançons de l'àlbum són amigables per a la ràdio, la resta amb pilotes i un so més madur.
El 30 de setembre de 2012, la formació tenia prevista una presentació a Caracas, Veneçuela (En el Teatre Bar de Caracas), aquesta va ser cancel·lada 5 dies abans de la presentació a causa de la insuficient venda de bitllets per a tal esdeveniment. Mentrestant la companyia encarregada de portar-los a Veneçuela, va emetre un comunicat oficial sobre aquest tema, on van esgrimir l'argument anteriorment citat i també mencionron una campanya de desprestigi en contra d'ells. Mai es va reprogramar el concert per aquesta companyia ni per cap altra.
En 2014, el senzill Final Episode (Let's Change the Channel), de l'àlbum Stand Up And Scream va ser certificat or per la RIAA.
El 28 d'agost, es publica el vídeo de "Moving On" a través del compte de Sumerian Records en YouTube.

### Sortida de Danny Worsnop i entrada de Denis Shaforostov (2015)
El 22 de gener de 2015, Danny va anunciar la seva sortida d'Asking Alexandria per dedicar-se per complet a la qual fins llavors era la seva formació alterna, We Are Harlot.
El 26 de maig, Denis Shaforostov va ser revelat com el nou vocalista de la nova cançó titulada «I Wont Give In» i el 25 de setembre va publicar el seu segon single titulat «Undivided».
El 24 de desembre, durant les vespres de Nadal, la formació va anunciar a través del seu compte de Facebook, i Ben Bruce, pel seu cantó, a través el seu compte de Twitter, l'arribada del seu proper àlbum titulat The Black per al mes de març de l'any 2016, a més de la presentació de la carátula de l'àlbum. La formació hauria acabat de gravar el seu nou àlbum el mes d'octubre, i actualment, aquest es troba en un procés de mescla i masterizació.

## Estil musical i influències
La música de la formació ha estat descrita pels crítics com screamo, metalcore i heavy metall. Worsnop va publicar al seu compte oficial de Twitter que Aerosmith va ser la seva major inspiració: "De tant en tant record del perfecte que és Aerosmith. Després toco les seves cançons i la meva ànima s'omple de vida. La meva major inspiració de tots els temps".

## Discografia
Àlbums d'estudi
- The Irony Of Your Perfection (2007)
- Stand Up And Scream (2009)
- Reckless and Relentless (2011)
- From Death to Destiny (2013)
- The Black (2016)
- Asking Alexandria (2017)

| Any  | Treball nominat                                   | Resultat   |
| ---- | ------------------------------------------------- | ---------- |
| 2011 | Regirar Golden Gods Awards: Nova millor formació  | Nominats   |
| 2011 | Kerrang! Awards: Nou millor artista britànic      | Guanyadors |
| 2011 | Alternative Press: formació de l'any              | Nominats   |
| 2011 | Sound Scene Press Awards: formació de l'any       | Nominats   |
| 2011 | Alternative Press: formació amb millor mercaderia | Nominats   |
| 2011 | Guitar World's Press: Artista a seguir en 2012    | Guanyadors |
| 2012 | Regirar Golden Gods Awards: Els fans més dedicats | Nominats   |
| 2012 | Kerrang! Awards: Millor formació en viu           | Nominada   |
| 2012 | Kerrang! Awards: Millor formació britànica        | Nominada   |
| 2013 | Kerrang! Awards: Millor formació britànica        | Nominada   |
| 2013 | MetalHammer Golden Gods Awards: Millor progrés    | Guanyadors |

| Any  | Treball nominat                                                 | Resultat  |
| ---- | --------------------------------------------------------------- | --------- |
| 2011 | Alternative Press: Vocalista de l'any                           | Nominat   |
| 2011 | Sound Scene Press Awards: L'incident de Danny Worsnop a Seattle | Nominat   |
| 2011 | Regirar's Magazine: Les 100 estels de rock més grans del 2011   | Guanyador |
| 2011 | Alternative Press: L'incident de Danny Worsnop a Seattle        | Nominat   |
| 2012 | Kerrang! Awards: Twiteer de l'any                               | Nominat   |

| Any  | Treball nominat                                        | Resultat  |
| ---- | ------------------------------------------------------ | --------- |
| 2011 | Alternative Press: Guitarrista de l'any                | Guanyador |
| 2012 | Guitar Guirl'd: Els 12 guitarristes més sexys pel 2012 | Guanyador |
| 2012 | Kerrang! Awards: L'home més sexy                       | Guanyador |
| 2013 | Alternative Press: Guitarrista de l'any                | Nominat   |
| 2013 | Kerrang! Awards: L'home més sexy                       | Guanyador |

| Any  | Treball nominat: Reckless and Relentless                  | Resultat  |
| ---- | --------------------------------------------------------- | --------- |
| 2011 | Alternative Press: Àlbum de l'any                         | Nominat   |
| 2011 | Sound Scene Press Awards: Àlbum de l'any                  | Nominat   |
| 2011 | Guitar's World Press Awards: Millor àlbum de metall       | Nominat   |
| 2011 | Guitar's World Press: Els 50 Millors àlbums de l'any      | Guanyador |
| 2011 | Regirar Magazine's: Els 20 millors àlbums de l'any        | Guanyador |
| 2012 | Independent Music Awards: Millor Album de Metall/Hardcore | Guanyador |

- Cançons i videos nominats

| Any  | Treball nominat                                                | Resultat  |
| ---- | -------------------------------------------------------------- | --------- |
| 2011 | Regirar Golden Gods: To The Stage - El vídeo de l'any          | Nominat   |
| 2011 | Sound Scene Press Awards: To The Stage - El vídeo de l'any     | Guanyador |
| 2011 | Regirar Golden Gods: Not The American Average - Cançó de l'any | Nominat   |
| 2011 | Regirar Golden Gods: To The Stage - Els millors vídeos de 2011 | Guanyador |
| 2012 | Regirar Magazine's: Run Free - Cançó De l'Any                  | Nominada  |
| 2013 | Regirar Golden Gods Awards: Run Free - Cançó De l'Any          | Nominada  |